# Eckhard Sauren
Eckhard Sauren (* 25. September 1971 in Aachen) ist ein deutscher Unternehmer und Dachfondsmanager. Er gilt in Deutschland als Pionier in dieser Fondskategorie, die jedoch wegen hoher Kosten in der Kritik steht.

## Leben
Eckhard Sauren gründete im Jahr 1991 die Sauren Finanzdienstleistungen GmbH & Co. KG mit Sitz in Köln. Von Beginn an spezialisierte er sich auf die unabhängige Analyse von Fondsmanagern und deren Produkten. Während die meisten Ratingagenturen Fonds quantitativ bewerten, analysiert Eckhard Sauren ausschließlich die Person des Fondsmanagers. Hierzu führt er mit seinem Team jährlich ca. 350 Interviews mit Fondsmanagern durch. In den 30 Jahren seit Firmengründung haben er und sein Team weltweit bereits über 7.000 Gespräche geführt.
Die Ergebnisse dieser Arbeit werden in Form von Rating-Noten (Sauren Goldmedaillen) veröffentlicht oder direkt innerhalb von eigenen Dachfonds umgesetzt. Sauren beschäftigt in Köln 30 Mitarbeiter und verwaltet ca. 2,4 Mrd. EUR in 13 Dachfonds.
Als Buchautor veröffentlichte Eckhard Sauren 2007 „Das Sauren Fonds-Konzept“. 2015 folgte das Buch „Die Zinsfalle: Die neue Bedrohung für konservative Anleger - Gefahren für das Portfolio erkennen und vermeiden“, welches kurz nach Erscheinen auf die »Bestsellerliste« des manager magazins aufgenommen wurde.

## Sonstiges
Eckhard Sauren besitzt einen eigenen Pferderennstall. 2024 war sein bislang erfolgreichstes Jahr im Galoppsport. Mit seinem Hengst Assistent gewann er den Großen Preis von Bayern und das Besitzerchampionat des erfolgreichsten Besitzers des Jahres. Seit 2010 ist er außerdem Präsident des Kölner Rennvereins und seit 2007 Mitglied im Präsidium der Besitzervereinigung für Vollblutzucht und Rennen e.V.
Auch beim Fußball-Club 1. FC Köln spielt Eckhard Sauren eine bedeutende Rolle. 2014 wurde er in den Beirat des Vereins berufen und ist seit 2019 dessen Vizepräsident.